# فيصل السابر
فيصل بن سعيد السابر مهندس كيميائي سعودي، وهو النائب الأعلى للرئيس لوحدة المستهلك في شركة الاتصالات السعودية ورئيس مجلس المديرين لشركة قنوات الاتصالات السعودية منذ مارس 2021.

## التعليم
حصل على بكالوريوس في الهندسة الكيميائية من جامعة الملك سعود عام 1998 وحصل على درجة الماجستير في إدارة الأعمال من جامعة الأمير سلطان عام 2001، وكذلك دبلوم في المبيعات والتسويق من غرفة تجارة الرياض.

## المسيرة المهنية
يشغل حاليا منصب النائب الأعلى للرئيس لوحدة المستهلك في شركة الاتصالات السعودية ورئيس مجلس المديرين لشركة قنوات الاتصالات السعودية التابعة لمجموعة الاتصالات السعودية منذ مارس 2021، بالإضافة إلى عضوية مجلس إدارة شركة الاتصالات السعودية بالكويت منذ أبريل 2019.

سابقاً كان يشغل منصب الرئيس التنفيذي لشركة قنوات الاتصالات السعودية التابعة لمجموعة الاتصالات السعودية منذ يوليو 2017 وحتى مارس 2021 ،ومن عام 2014 حتى عام 2017 كان رئيس قسم مبيعات المستهلكين في شركة الاتصالات السعودية. وقبل ذلك، تولى قيادة وحدة أعمال الهواتف المحمولة في شركة الاتصالات السعودية، بالإضافة إلى عضويته في مجلس إدارة إس تي سي البحرين من عام 2014 ولغاية 2019.